# Bob Nystrom
Robert Thore Nystrom (Stoccolma, 10 ottobre 1952) è un ex hockeista su ghiaccio svedese, naturalizzato canadese. Nato Thore Robert Nyström, e conosciuto come Bob, Nystrom si trasferì in Canada a 4 anni. Proprio in Canada iniziò la carriera nell’Hockey su Ghiaccio. Nel 1968 infatti è ingaggiato nei Kamloops Rockets in una lega della Columbia Britannica, mentre la stagione dopo è ingaggiato dai Calgary Centennials della WCJHL..

## La carriera agli Islanders

### Primi anni
Due anni più tardi, nel 1972, Nystrom è chiamato dai New York Islanders con la 33ª scelta assoluta del NHL Draft, venendo inizialmente destinato alla squadra satellite dei New Haven Nighthawks e facendo 11 presenze in prima squadra indossando la maglia numero 5.  Dalla stagione successiva, Nystrom venne inserito in pianta stabile negli Islanders, divenendo punto fermo della squadra e cambiando numero nell'iconico 23, visto che il 5 venne ceduto al compagno di squadra e prima scelta assoluta del draft 1973 Denis Potvin.  Proprio Nystrom e Potvin si contesero il premio di matricola dell’anno nella stagione 1973-1974, Il Calder Trophy, premio che vinse il Difensore di canadese. 
L’esponenziale incremento delle sue prestazioni, rese Nystrom, uno dei migliori attaccanti della lega, situazione che unità a ottime prove difensive, gli valse la chiamata all’All Star Game.

### I successi
La squadra degli Islanders continuò a crescere e nel 1980 arrivò la prima Stanley Cup per la squadra di Long Island. A piegare definitivamente i Philadelphia Flyers in gara 6 fu proprio un gol all’overtime di Nystrom. All’ala destra, soprannominata Thor dai compagni, venne riconosciuto di essere il lavoratore più duro della squadra, seppur non il più talentuoso. Il suo gol nella finale inoltre, consegnò gli Islanders del 1980 alla storia come prima squadra della NHL a vincere un titolo con degli Europei in squadra.
Nella finale dell’anno successivo, Nystrom andò a segno in gara 2 e gara 3 contrò i Minnesota North Stars. Sempre in gara 2 e 3 andò a segno anche nella finale del 1982, questa volta vinta contro i Vancouver Canucks.
Nel 1983, quando vinse il suo ultimo titolo personale, e di squadra; andò a segnò solo in gara 2 nella finale contro gli Edmonton Oilers. 

### Fine carriera e ritiro
Nystrom continuò a giocare fino al 1986, ritirandosi dopo un incidente fortuito in allenamento che gli causò il distacco della retina. Continuò la stagione come assistant coach. Il 5 aprile del 1986, Nystrom indossò un'ultima volta la maglia numero 23 per venire salutato dal suo pubblico. Nello stesso giorno, 9 anni dopo, la sua maglia venne ritirata. Con gli Islanders in regular season totalizzò 810 presenze e 181 gol. Nei Play-off 157 presenze e 39 gol.
Nel mentre Nystrom ricoprì vari incarichi dirigenziali negli Islanders. 
Oggi, Nystrom è inserito nella Nassau County Sports Hall of Fame e nella National Jewish Sports Hall of Fame.
Nel 1991 gli Islanders hanno creato un premio a suo nome, da destinare al giocatore della franchigia che meglio incarna i valori di leadership, miglioramento e dedizione.

## Palmarès
- Stanley Cup: 4

New York Islanders: 1979-1980, 1980-1981, 1981-1982, 1982-1983